# Christoph Papen

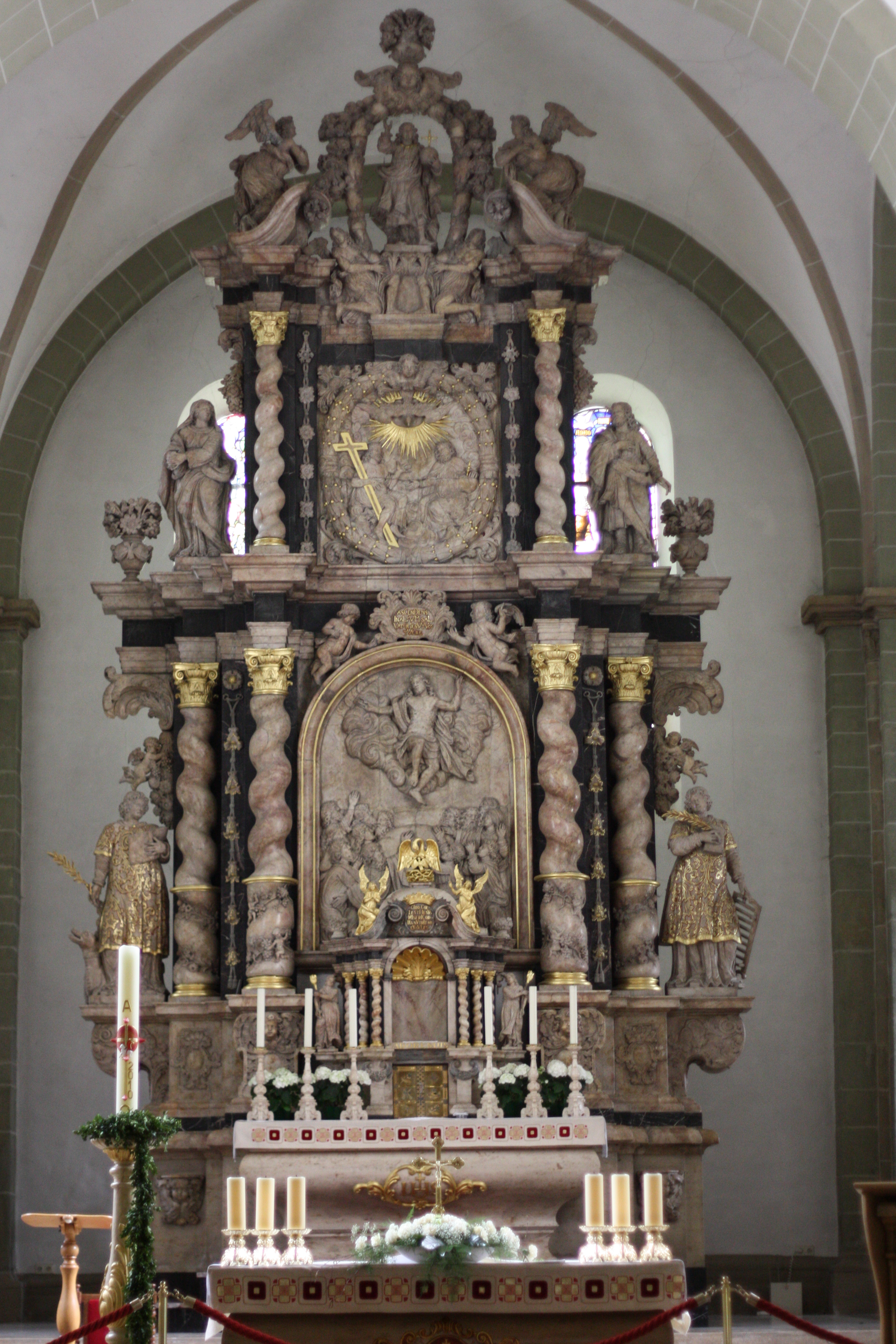
Hochaltar der Stiftskirche in Geseke

Christoph Papen (teilw. auch Pape) (* 1. Januar 1678 in Giershagen; † 1735) war ein Bildschnitzer und Bildhauer des Barocks.

## Leben
Er war Sohn von Heinrich Papen und der Gertrud Kramer. Er selbst war zweimal verheiratet. In erster Ehe war er mit der 1729 verstorbenen Johanna Elisabeth Koch und in zweiter Ehe mit Maria Katharina Pölmann gebürtig aus Marsberg verheiratet. Er arbeitete in der väterlichen Bildhauerwerkstatt mit, die er später übernahm.

## Werke
- 1727–1731 Altäre der ehemaligen Stiftskirche in Geseke
- 1733 Hochaltar der Kirche in Giershagen
- 1736 Marienaltar in der Kirche Padberg, im Neubau übernommen
- Altäre in der zerstörten Kirche des Klosters Himmelpforten und Ausstattungsstücke in der Stiftskirche von Neuenheerse[1]
- Hochaltar und Kanzel der Kirche St. Mariä Himmelfahrt (Bosseborn)